# Frohndorf
Frohndorf ist ein Ortsteil der Stadt Sömmerda im thüringischen Landkreis Sömmerda. Der Ort wurde 1994 zur Kreisstadt eingemeindet.

## Geografie
Frohndorf liegt östlich der eigentlichen Stadt Sömmerda und wird von der Scherkonde durchflossen. Die Gemarkung befindet sich im Thüringer Becken unweit der Unstrutniederung.

## Geschichte
Die urkundlich nachgewiesene Ersterwähnung stammt vom 18. Mai 876.

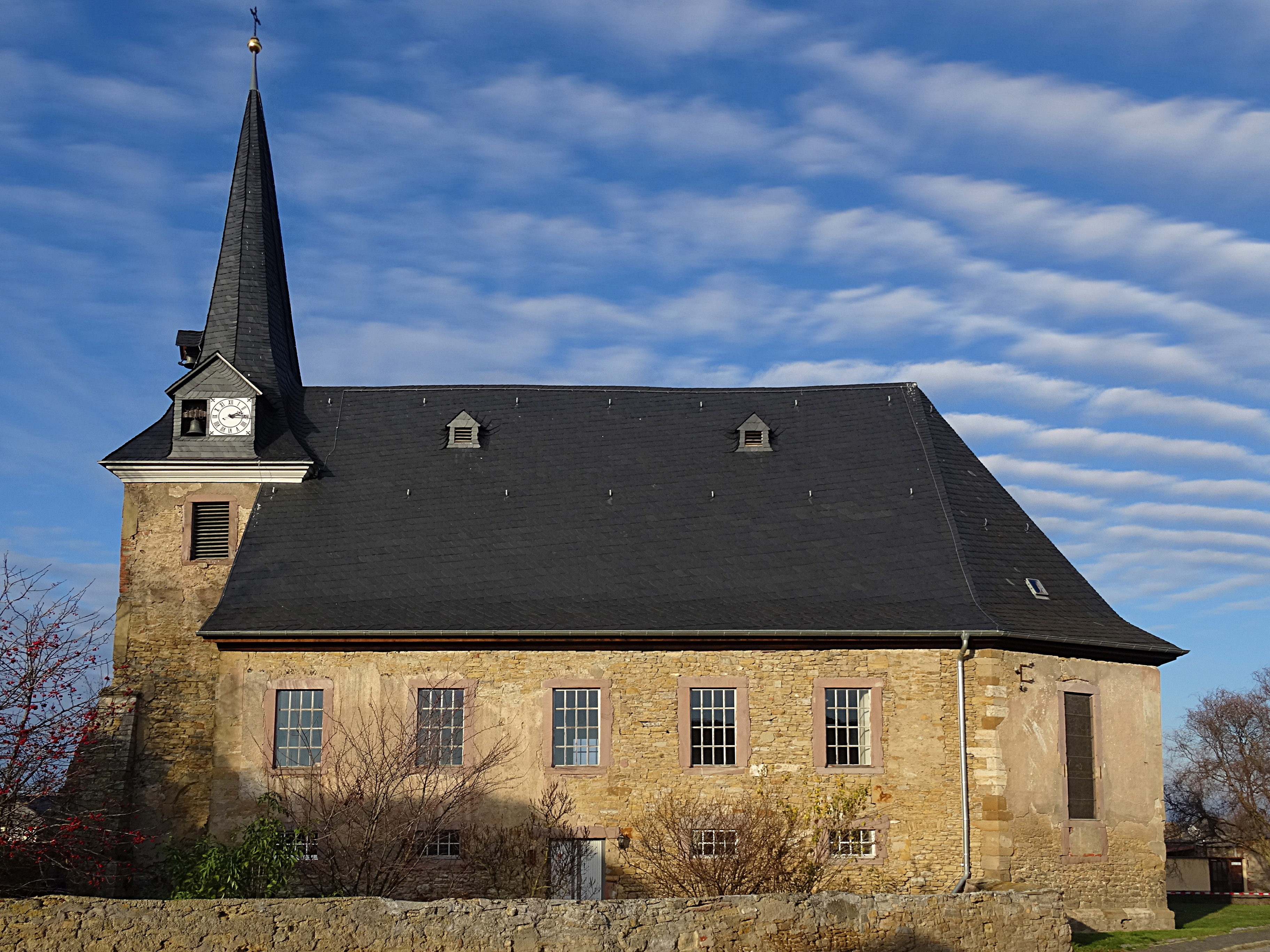
Kirche St. Anna

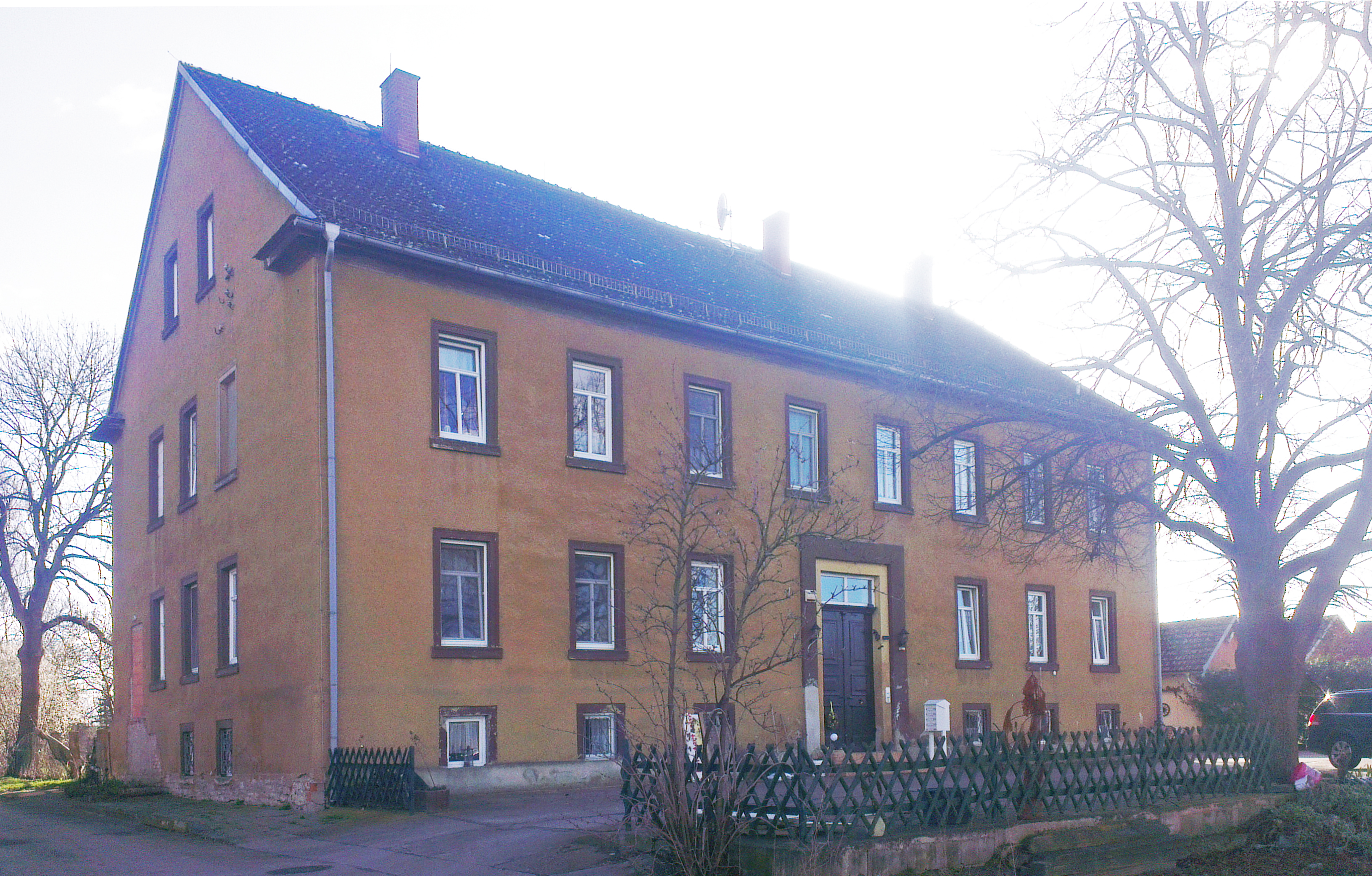
Herrenhaus Frohndorf aus dem 19. Jh., heutiger Zustand als Wohnhaus (2016)

Der Ort, in dem zunächst das Ministerialgeschlecht von Vrondorf ansässig war, gehörte seit 1221 zum Herrschaftsbereich der Grafen von Beichlingen, die wiederum Lehnsträger der Landgrafen von Thüringen waren. 1448 gab Herzog Wilhelm von Sachsen als Lehnsherr seine Einwilligung zur Verpfändung von Teilen der früheren Grafschaft Beichlingen seitens der stark verschuldeten Grafen Günther und Hans von Beichlingen an die mit ihnen verwandten Grafen Botho zu Stolberg und Heinrich von Schwarzburg. Dazu gehörten die Schlösser und Dörfer: Frohndorf, Groß- und Wenigenorlishausen, Groß- und Kleinneuhausen, Ellersleben, Bachra, Backleben, Rettgenstedt, Battgendorf, Dermsdorf, Schillingstedt, Altenbeichlingen, Hemleben und Hauteroda. Zusätzlich wurden die jährlichen Einnahmen aus der Stadt Kölleda verpfändet. Nach dem Tod des Grafen Günther von Beichlingen 1454 erwarben die Stolberger und Schwarzburger Grafen dieses Pfand durch Kauf für 22.550 Rheinische Gulden. Dadurch entstand die schwarzburg-stolbergische Herrschaft Frohndorf, die einen Teil der früheren Grafschaft Beichlingen umfasste. Im Gegensatz zum Pfand von 1448 fehlten die Dörfer Altenbeichlingen, Hemleben und Hauteroda, die bei den Grafen von Beichlingen verblieben.
Graf Heinrich von Schwarzburg verkaufte 1468 seinen Anteil an der Herrschaft Frohndorf an Graf Heinrich zu Stolberg. Bereits 1480 trat mit dem stolbergischen Rat Anton von Werthern der Vertreter einer Familie in Erscheinung, die in den späteren Jahren bestimmend über die Herrschaft Frohndorf werden sollte. Werthern erhielt damals für seine Verdienste als stolbergischer Rat mehrere Güter in Frohndorf verliehen. Aufgrund von Schulden verkauften 1505 die Stolberger Grafen Frohndorf für 27.000 Gulden an den Ritter und Weißenfelser Amtmann Hans von Werthern. Das Schloss wurde im Renaissance-Stil ausgebaut. Es muss sich um einen bedeutenden Bau gehandelt haben, war Frohndorf doch das Stammschloss eines Zweiges derer von Werthern und zu der Herrschaft Frohndorf gehörten ja noch acht bis elf weitere Dörfer.
1776 weilte Goethe zu einem Besuch im Schloss Frohndorf. Von 1789 bis 1804 lebte Cäcilie von Werthern (geb. von Ziegesar, aus Drackendorf) in Frohndorf. Ihr Mann, Christian Georg Freiherr von Werthern, ließ in den 1790er Jahren den größten Teil des Schlosses abtragen, doch der vorgesehene herrschaftliche Neubau in Form  einer Dreiflügelanlage mit zwei Rundtürmen wurde nicht ausgeführt. Man begnügte sich mit dem Bau eines großen Gutshauses, welches heute noch steht.
Frohndorf gehörte bis 1815 zum kursächsischen Amt Eckartsberga. Durch die Beschlüsse des Wiener Kongresses kam der Ort zu Preußen und wurde 1816 dem Landkreis Eckartsberga im Regierungsbezirk Merseburg der Provinz Sachsen zugeteilt, zu dem er bis 1944 gehörte. Nach dem Zweiten Weltkrieg wurden im Zuge der Bodenreform in der SBZ der Grund und Boden und die Gutsgebäude samt Inventar entschädigungslos enteignet.
1855 wurde auf dem Sperberhügel ein neolithisches Kollektivgrab abgetragen. Die mit Steinplatten ausgelegte Anlage war mit menschlichen Skelettresten, Zahnschmuck und weiterem Fundmaterial versehen. Nachbestattungen weisen auf die Bedeutung dieser Stätte hin.

## Politik
Frohndorf bildet gemeinsam mit Orlishausen den gleichnamigen Ortsteil Orlishausen/Frohndorf der Stadt Sömmerda. Die derzeitige Ortsteilbürgermeisterin ist Heike Streckhardt. Der Ortsteilrat besteht aus acht Mitgliedern.

## Sehenswürdigkeiten
- St. Anna (Frohndorf)
- Schloss Frohndorf

## Einwohnerzahlen
Entwicklung der Einwohnerzahl:
| - 1910 – 472 - 2006 – 484 - 2010 – 457 - 2022 – 427 - 2023 – 427 |

## Persönlichkeiten
- Dietrich von Werthern (der Aufklärende) (1613–1658), kursächsischer Appellationsrat, Kammerpräsident, Geheimer Rat und ab 1655 Obersteuereinnehmer
- August Wilhelm Ernesti (1733–1801), Altphilologe